# Lena Bartholdson
Lena Margareta Bartholdson, född 11 februari 1970 i Skärholmens församling i Stockholm, är en svensk försvarsexpert.

## Biografi
Bartholdson anställdes 1996 som internationell handläggare vid Stockholms universitet och avlade 2002 politices magister-examen vid Uppsala universitet. Hon har även studerat vid Coimbras universitet och har tjänstgjort vid svenska konsulatet i San Diego och vid Sveriges ambassad i Pretoria. Hon var 2002–2017 anställd vid Folk och Försvar, varav som biträdande generalsekreterare 2007–2012 och som generalsekreterare 2012–2017. År 2017 blev hon chef för Säkerhetspolitiska enheten vid Totalförsvarets forskningsinstitut. Åren 2018–2019 var Bartholdson chef för Sekretariatet för säkerhetspolitik vid Försvarsdepartementet och mellan 2019–2023 var hon kronprinsessan Victorias hovmarskalk.
Lena Bartholdson invaldes 2015 som ledamot av Kungliga Krigsvetenskapsakademien.